# Lexii Alijai
Alexis Alijai Lynch (Saint Paul, Minesota, 19 de febrero de 1998-Saint Paul, 1 de enero de 2020), conocida artísticamente como Lexii Alijai, fue una rapera estadounidense.

## Infancia
Su abuelo era Roger Troutman, y su padre fue Roger Troutman Lynch Jr. Alijai comenzó su carrera musical rapeando las canciones más populares como "Probarme" por Dej Loaf, 2Pac "Thugz Mansión" y "Amor de Chicas Beyoncé" por Drake. 

## Carrera
Alijai lanzó su primer mixtape, Super Sweet 16s (Súper dulces 16), en 2014 para celebrar su decimosexto cumpleaños. Posteriormente colaboró con Rocky Diamonds (Diamantes rocosos) en una obra extendida titulada 3 Days (3 días). Unos meses más tarde fue lanzado un segundo mixtape, In The Meantime (Mientras tanto), luego su tercero, Feel less (Sentir menos), en octubre de ese mismo año.
Al año siguiente, ella y el rapero Shaun Sloan colaboraron en un mixtape titulado Same Struggle. Different Story (Misma lucha. Diferente historia). En el verano anterior al lanzamiento del mixtape comercial debut de Kehlani, You should be here, que alcanzó el número 36 en el Billboard 200, Alijai se hizo muy amiga de Kehlani. You Should Be Here (Deberías estar aquí) captó la atención de los medios de comunicación  hacia Alijai debido a su lirismo y el flujo presentado en la pista Jealous. Su siguiente proyecto de larga duración, Joseph's Coat, fue lanzado a finales de 2015 y contó con contribuciones de Elle Varner. En 2016, actuó en Soundset Music Festival y actuó de telonera para Playboi Carti, Lil Uzi Vert y Rich the Kid. También lanzó un remix de "Exchange" de Bryson Tiller y "Cold Hearted" (Corazón frío) de Meek Mill y Jay Z, junto con un video musical para su remix de "Cold Hearted".
En 2017, lanzó un remix de "Redbone" de Childish Gambino y Me, Myself and I (Mí, yo misma y yo) de Beyoncé. El 8 de septiembre, Alijai lanzó su primer álbum debut de estudio, Growing Pains (Dolores de crecimiento), en el que cubrió temas como abandonar la escuela y mantener un vínculo con la madre de su exnovio.

## Fallecimiento
Lexii Alijai murió el 1 de enero de 2020 a los 21 años. Un reporte toxicológico reveló que la artista falleció debido a una mezcla fatal de fentanilo y etanol.